# Brian Jones
Lewis Brian Hopkin Jones, född 28 februari 1942 i Cheltenham, Gloucestershire, död 3 juli 1969 på Cotchford Farm nära Hartfield, East Sussex (drunkning), var en brittisk multiinstrumentalist.

## Biografi
Brian Jones var medlem i den brittiska rockgruppen The Rolling Stones under åren 1962–1969. Jones huvudsakliga instrument på gruppens inspelningar var gitarr och munspel, men han behärskade ett stort antal instrument, allt från sitar och marimba till piano, mellotron och bleckblåsinstrument. Han bidrog dock aldrig med någon egen komposition till gruppen. Från och med att Mick Jagger och Keith Richards etablerade sig som låtskrivarpar, i kombination med ett för Jones alltmera skadligt drogmissbruk, kom han i skymundan och mot slutet av 1960-talet medverkade han alltmer sällan på gruppens inspelningar. År 1968, då Jones arresterats för narkotikabrott, beordrade rätten att han skulle göra ett IQ-test; resultatet på Wechslers värderingstabell blev 133. Ett värde på över 130 anses innehas av runt 2 procent av den mänskliga befolkningen.
I en intervju med Bill Wyman 2002 har han sagt om Jones: ”Han var mycket viktig i början av vår karriär då han bildade gruppen. Han valde medlemmarna. Han valde gruppnamnet. Han valde musiken vi spelade. Mycket inflytelserik. Mycket intelligent. Sedan liksom kastade han bort allt.”
Brian Jones blev tvingad av de övriga medlemmarna att sluta i gruppen under inspelningen av albumet Let It Bleed. Vid ett besök av Jagger, Richards och Charlie Watts 1969 fick Jones beskedet att han inte längre var önskvärd i gruppen. Ett par veckor därefter drunknade han i sin egen swimmingpool på Cotchford Farm. Han räknas därmed som den första medlemmen i den så kallade 27 Club, bestående av kända musiker som gått bort vid 27 års ålder. Två dagar efter Jones död uppträdde Stones i Hyde Park. Konserten filmades och fick namnet The Rolling Stones: Live in Hyde Park. Konserten var planerad sedan tidigare som en introduktionskonsert för Mick Taylor, som hade ersatt Brian Jones. Man gjorde snabbt om den till en minneskonsert för Brian Jones. Mick Jagger skrev också låten Shine a Light med Jones i åtanke.
Jones dåvarande svenska flickvän Anna Wohlin (född 1946) hävdar att han mördats av en byggnadsarbetare som renoverade Cotchford Farm. Byggnadsarbetaren Frank Thorogood skulle ha erkänt mordet på sin dödsbädd. Filmen Stoned (2005) bygger på denna bekännelse.
Brian Jones är begravd på Cheltenham Cemetery.

## Bilder

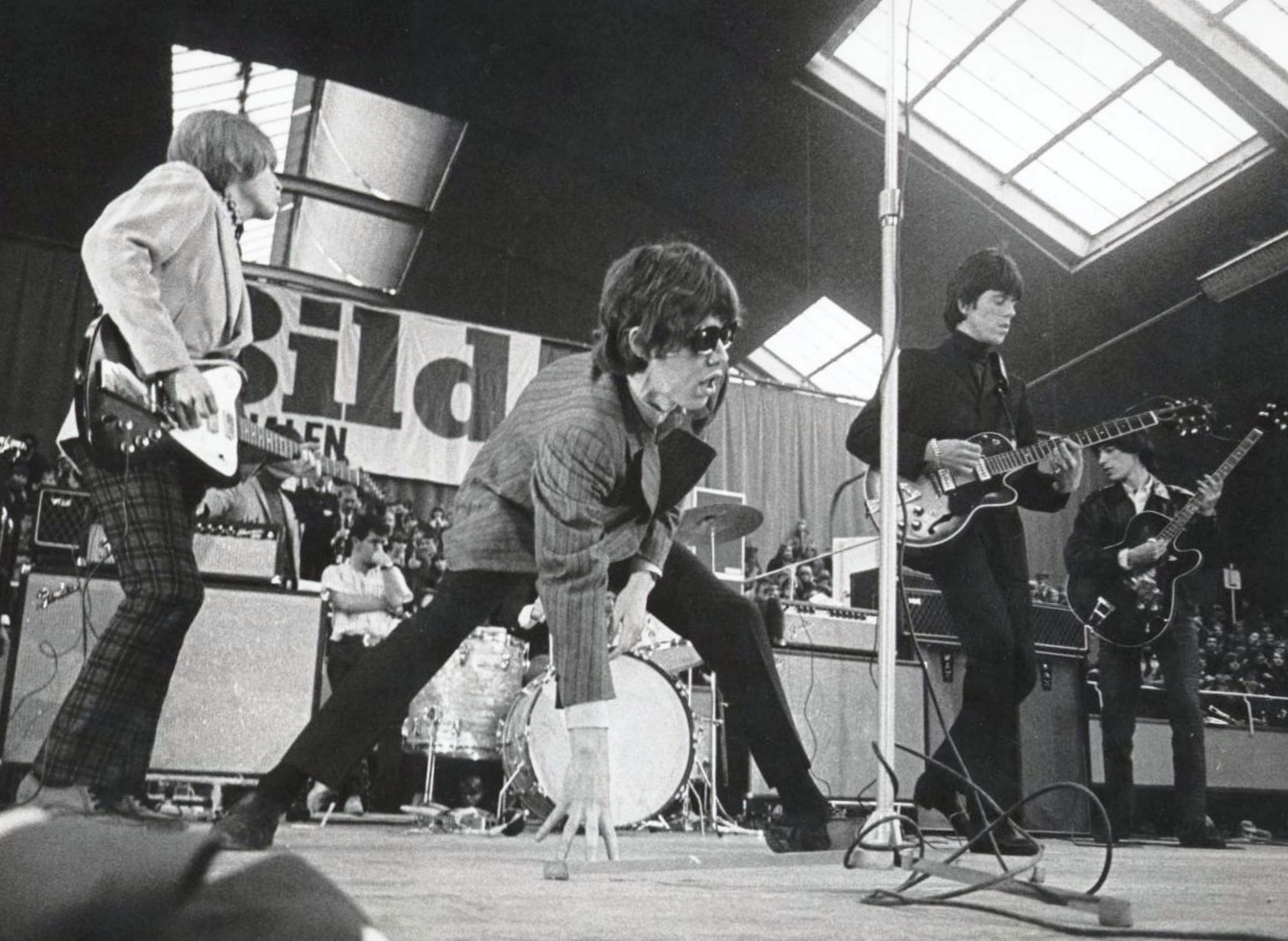
Brian Jones med The Rolling Stones i Stockholm 1966.
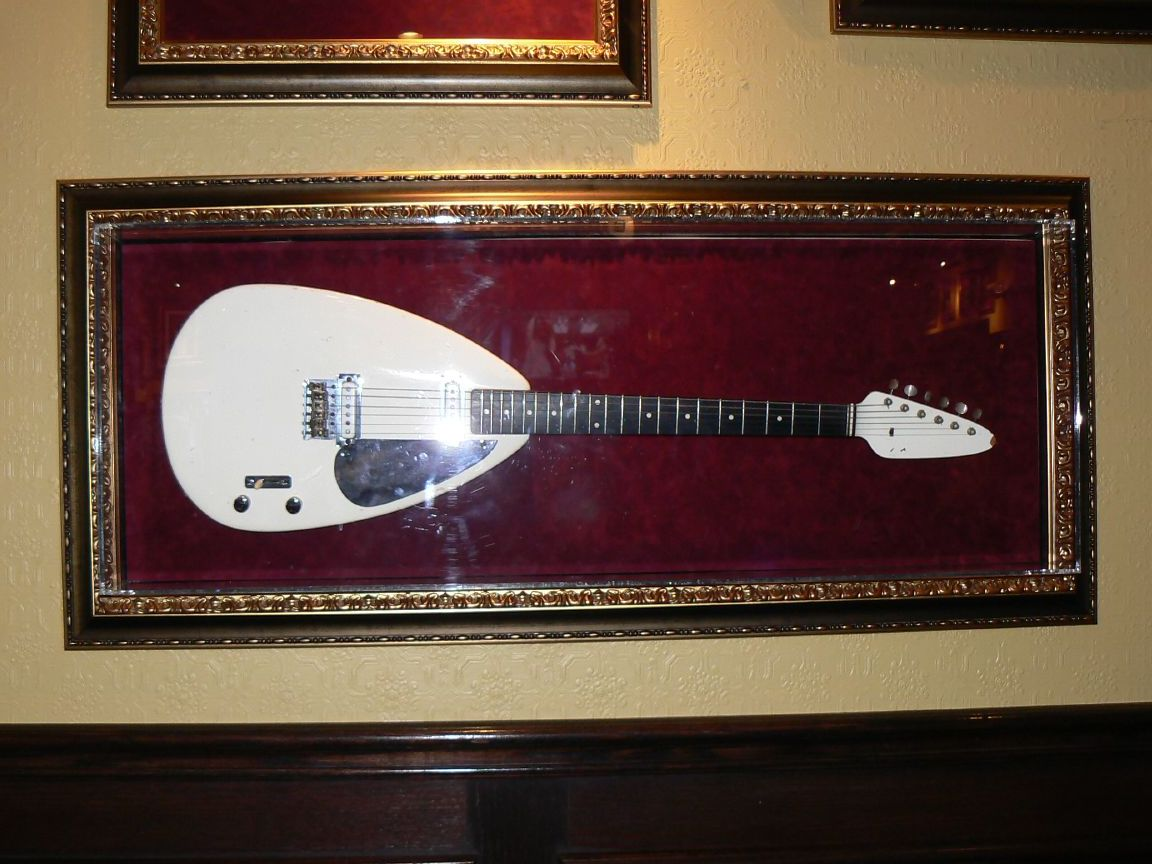
En av Brian Jones Vox Mark VI-gitarrer.
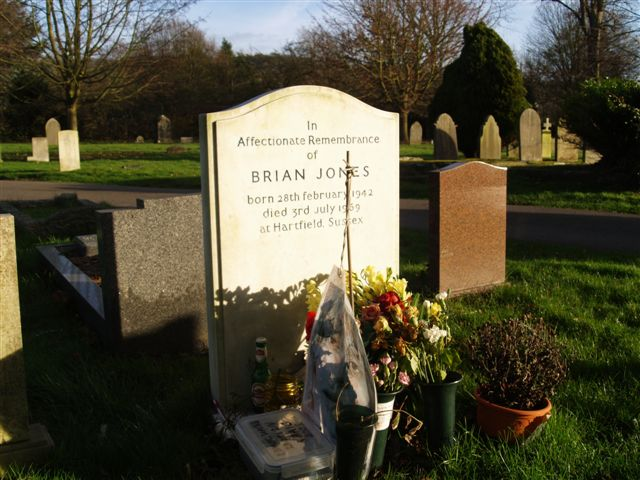
Brian Jones gravsten i Cheltenham Cemetery.